# Граф Сифилд

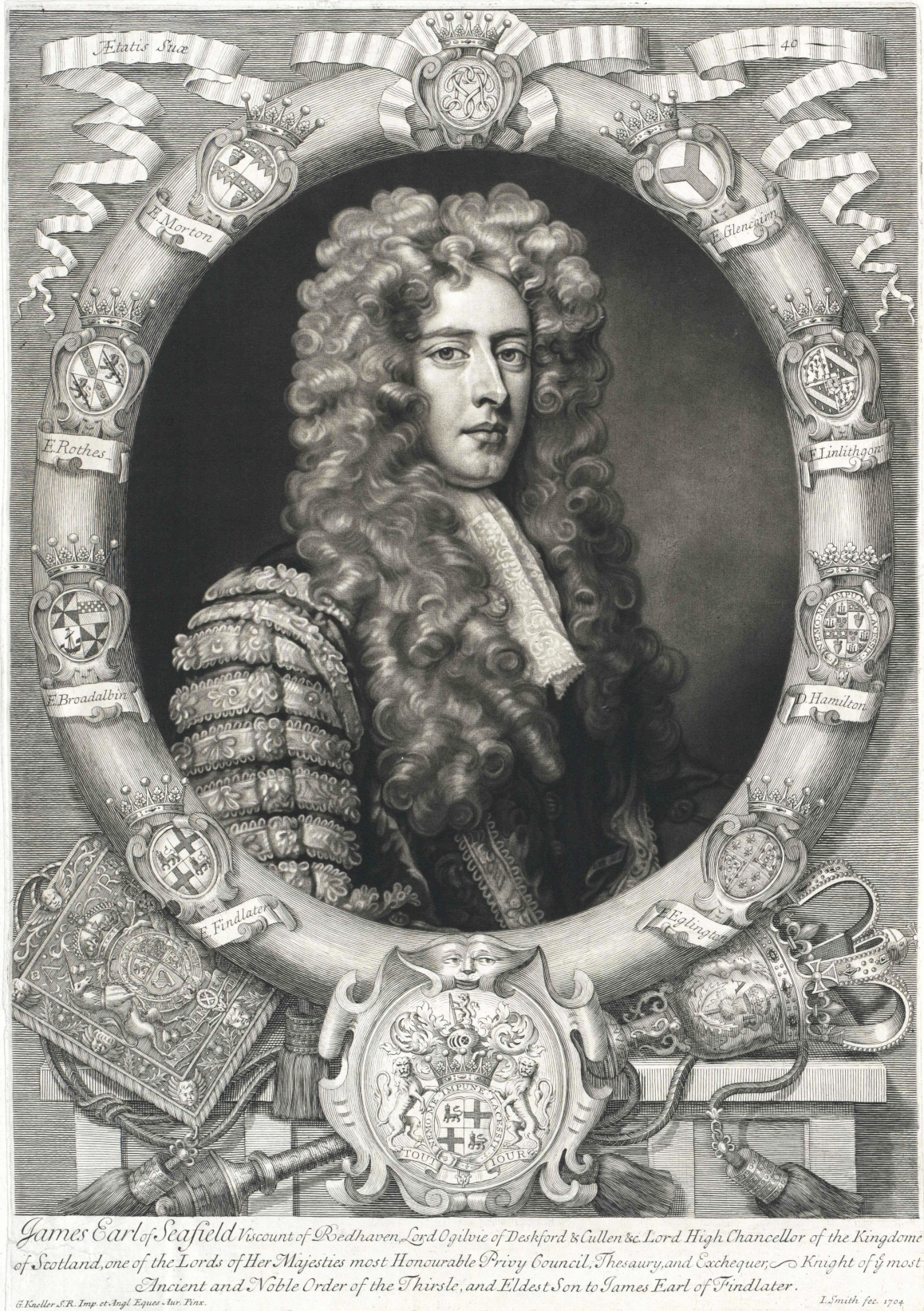
Джеймс Огилви, 4-й граф Финдлатер, 1-й граф Сифилд (1664—1730)

Граф Сифилд (англ. Earl of Seafield) — наследственный титул в системе Пэрства Шотландии. Он был создан в 1701 году для Джеймса Огилви (1664—1730), который после смерти отца в 1711 году унаследовал титул 4-го графа Финдлатера. Графства Финдлатер и Сифилд были объединены до 1811 года, когда титул графа Финдлатера прервался, а титул графа Сифилд продолжил своё существование.

## История
Первые графы Сифилд из семьи Огилви произошли от сэра Уолтера Огилви, брата сэра Джона Огилви, предка графов Эйрли.
В 1616 году сэр Уолтер Огилви (ум. 1626), потомок и тёзка вышеупомянутого Уолтера Огилви, получил титул лорда Огилви из Дескфорда (пэрство Шотландии). Его сын, Джеймс Огилви, 2-й лорд Огилви (ум. 1653), получил титул графа Финдлатера в 1638 году (пэрство Шотландии). Через три года, в 1641 году, лорд Финдлатер получил разрешение на передачу своего титула дочери Элизабет т её мужу сэру Патрику Огилви. После смерти 1-го графа Финдлатера в 1653 году ему наследовал его зять, сэр Патрик Огилви (ум. 1658).
В конце XVII века Джеймс Огилви (1664—1730), старший сын 3-го графа Финдлатера, был видным государственным деятелем, занимал должности государственного секретаря по делам Шотландии (1696—1702), комиссара парламента Шотландии (1681—1682, 1689—1695), лорда-канцлера Шотландии (1702—1704, 1705—1708), генерального солиситора Шотландии и лорда-хранителя Большой печати Шотландии и др. В 1698 году при жизни отца он получил титулы виконта Сифилда и лорда Огилви из Каллена. В 1701 году для него были созданы титулы лорда Огилви из Дескфорда и Каллена, виконта Рейдхавена и графа Сифилда (пэрство Шотландии). В 1711 году после смерти отца Джеймс Огилви стал 4-м графом Финдлатером.
Графства Финдлатер и Сифилд оставались едиными ближайшие сто лет. Но в 1811 году после смерти его правнука, Джеймса Огилви, 7-го графа Финдлатера и 4-го графа Сифилда (1750—1811), титулы графа Финдлатера, лорда Огилви и Дескфорда прервались. Титул графа Сифилда и его дополнительные титулы унаследовал позднее его двоюродный брат, сэр Льюис Александр Грант, 9-й баронет из Колкахуна (1767—1840). Он был внуком Леди Маргарет Огилви, дочери 1-го графа Сифилда. Унаследовав графский титул, он принял двойную фамилию «Грант-Огилви».
В 1840 году после смерти 5-го графа Сифилда ему наследовал его младший брат и преемник, Фрэнсис Уильям Огилви-Грант, 6-й граф Сифилд (1778—1853). В 1858 году его сын, Джон Огливи-Грант, 7-й граф Сифилд (1815—1881), получил титул барона Страспей из Страспея в графстве Инвернесс и Морей (Пэрство Соединённого королевства). В 1884 году после смерти его сына, Иэна Огилви-Гранта, 8-го графа Сифилда (1851—1884), титул барона Страспея угас. А шотландские титулы унаследовал его дядя, Джеймс Огилви-Грант, 9-й граф Сифилд (1817—1888). Через несколько месяцев после смерти племянника для него был возрожден титул барона Страспея.
В 1915 году после смерти Джеймса Огилви-Гранта, 11-го графа Сифилда (1876—1915), титулы баронета и барона Страспея были отделены от титула графа Сифилда. Титулы баронета и барона Страспея унаследовал его младший брат, Тревор Огилви-Грант, 4-й барон Страспей (1879—1948). Графский титул и его вспомогательные титулы, которые могли передаваться по женской линии, перешли к Нине Кэролайн Стадли-Герберт, 12-й графини Сифилд (1906—1969), единственной дочери 11-го графа Сифилда и супруге Дерека Герберта Стадли-Герберта.
По состоянию на 2014 год, обладателем графского титула является её единственный сын, Иэн Дерек Фрэнсис Стадли, 13-й граф Сифилд (род. 1939), который наследовал матери в 1969 году.
Родовое гнездо — Каллен-хаус в окрестностях Каллена в Морее (Шотландия).

## Лорды Огилви из Дескфорда (1616)

Герб графов Финдлатер

- 1616—1626: Уолтер Огилви, 1-й лорд Огилви из Дескфорда (ум. 1626), сын Александра Огилви (ум. до 1562)
- 1626—1653: Джеймс Огилви, 2-й лорд Огилви из Дескфорда (ум. 1653), сын предыдущего, граф Финдлатер с 1638 года.

## Графы Финдлатер (1638/1641) и Сифилд (1701)
- 1638—1653: Джеймс Огилви, 1-й граф Финдлатер (ум. 1653), сын 1-го лорда Огилви из Дескфорда
- 1653—1658: Патрик Огилви, 2-й граф Финдлатер (ум. май 1658), сын сэра Патрика Огилви (ум. 1651), зять предыдущего
- 1658—1711: Джеймс Огилви, 3-й граф Финдлатер (ум. 1711), сын предыдущего
- 1711—1730: Джеймс Огилви, 4-й граф Финдлатер (11 июля 1663 — 15 августа 1730), сын предыдущего, граф Сифилд с 1701 года
- 1730—1764: Джеймс Огилви, 5-й граф Финдлатер и 2-й граф Сифилд (ум. 1 июля 1764), сын предыдущего
- 1764—1770: Джеймс Огилви, 6-й граф Финдлатер, 3-й граф Сифилд (1714 — 3 ноября 1770), старший сын предыдущего
- 1770—1811: Джеймс Огилви, 7-й граф Финдлатер, 4-й граф Сифилд (10 апреля 1750 — 5 октября 1811), старший сын предыдущего.

## Графы Сифилд (1701)

Герб графов Сифилд

- 1811—1840: Льюис Огилви-Грант, 5-й граф Сифилд (22 марта 1767 — 26 октября 1840), старший сын сэра Джеймса Гранта, 8-го баронета (1738—1811) и Джейн Дафф, дочери Александра Даффа, внук Маргарет Огилви, дочери Джеймса Огилви, 2-го графа Сифилда
- 1840—1853: Фрэнсис Огилви-Грант, 6-й граф Сифилд (6 марта 1778 — 30 июля 1853), младший брат предыдущего
- 1853—1881: Джон Чарльз Огилви-Грант, 7-й граф Сифилд (4 сентября 1815 — 18 февраля 1881), старший сын предыдущего от первого брака
- 1881—1884: Иэн Чарльз Огилви-Грант, 8-й граф Сифилд (7 октября 1851 — 31 марта 1884), сын предыдущего
- 1884—1888: Джеймс Огилви-Грант, 9-й граф Сифилд (27 декабря 1817 — 5 июня 1888), четвертый сын 6-го графа Сифилда
- 1888—1888: Фрэнсис Огилви-Грант, 10-й граф Сифилд (9 марта 1847 — 3 декабря 1888), старший сын предыдущего
- 1888—1915: Джеймс Огилви-Грант, 11-й граф Сифилд (18 апреля 1876 — 12 ноября 1915), старший сын предыдущего
- 1915—1969: Нина Кэролайн Огилви-Грант, 12-я графиня Сифилд (17 апреля 1906 — 30 сентября 1969), единственная дочь предыдущего
- 1969 — настоящее время: Иэн Дерек Фрэнсис Стадли, 13-й граф Сифилд (род. 20 марта 1939), единственный сын предыдущей
  - Наследник: Джеймс Эндрю Стадли, виконт Рейдхавен (род. 30 ноября 1963), старший сын предыдущнго
    - Второй наследник: достопочтенный Александр Дерек Генри Стадли (род. 26 января 1966), младший брат предыдущего.